# Voltron – Den legendariska beskyddaren
Voltron – Den legendariska beskyddaren (originaltitel: Voltron: Legendary Defender) är en animerad mecha-webbserie producerad av amerikanska Dreamworks Animation Television och World Events Productions och animerad av sydkoreanska Studio Mir. Det är en reboot på Voltron från 1984 och hade premiär på Netflix.

## Handling
Under flera årtusenden har Galraimperiet hemsökt universum genom att förstöra andra civilisationer och förslava olika arter. Det enda kända hotet mot imperiets makt och planer är universums legendariska beskyddare Voltron, en 100 meter lång robotkrigare som består av fem lejonlika mechas vars piloter är kända som Paradiner. Under kriget slutade det hela med att planeten Altea förstördes. Voltron splittrades av kung Alfor av Altea för att förhindra att hamna i den onde Galrakejsaren Zarkons ägo. Kung Alfor band ihop de fem lejonens energi till sin dotter prinsessan Alluras livskraft och skickade iväg dem till olika platser i universum, till den dagen då nästa generationens Paradiner anländer för att styra Voltron. Prinsessan Allura, hennes rådgivare Coran och de Alteanska Lejonens slott hade gömt sig på planeten Arus tillsammans med Svarta Lejonet.
I nutiden har Galraimperiets väg till erövring och sökandet efter Voltron lett till Jordens solsystem. En grupp rymdpiloter, Shiro, Keith, Lance, Pidge, och Hunk upptäcker Blå Lejonet och drar omedelbart in i Galrakriget. De möter prinsessan Allura, blir nya Paradiner och återförenas tillsammans med de fem lejonen för att forma Voltron och börjar sin kamp för att befria universumet från Galraimperiet.

## Produktion
5 januari 2016 meddelade Netflix tillsammans med Dreamworks Animation en ny originell Voltron-serie som debuterade 2016 som i en expansion i deras flera års avtal. Voltron var en av många planerade produktioner och hade premiär 2016, inklusive Guillermo del Toros animerade serie Trollhunters. Lauren Montgomery och Joaquim Dos Santos, båda kända för sina arbeten med Avatar: Legenden om Aang och uppföljaren The Legend of Korra arbetade som show runner medan Tim Hedrick arbetade som huvudförfattare. 25 mars 2016 på WonderCon presenterades rollbesättningen för engelska originalröster med Steven Yeun som Keith, Jeremy Shada som Lance, Bex Taylor-Klaus som Pidge, Josh Keaton som Shiro, Tyler Labine som Hunk, Kimberly Brooks som Prinsessa Allura; och Rhys Darby soch Coran och Neil Kaplan som kung Zarkon. Cree Summer bekräftades senare för rösten som häxan Haggar. Första säsongen hade premiär 10 juni 2016 som består av 13 avsnitt.
Det blev bekräftat på San Diego Comic-Con att andra säsongen har premiär på Netflix 2016. Få månader senare på New York Comic Con bekräftades att andra säsongen har premiär 2 januari 2017. Den andra säsongen sågs av en speciell premiär på  New York Comic Con 7 oktober 2016, där visades ett avsnitt på Voltrons panel. Den andra säsongen hade premiär på Netflix 20 januari 2017 och består av 13 avsnitt.
Den tredje säsongen hade premiär på Netflix 4 augusti 2017 och består av 7 avsnitt. Den fjärde säsongen hade premiär i oktober 2017 och består av 6 avsnitt. Det avslöjades på WonderCon 2017 att serien kommer att ha 78 avsnitt från Netflix.
Femte säsongen hade premiär 2 mars 2018 och består av 6 avsnitt.
Sjätte säsongen hade premiär 15 juni 2018 och består av 6 avsnitt.
Sjunde säsongen hade premiär 10 augusti 2018 och består av 13 avsnitt.
Åttonde och sista säsongen hade premiär 14 december 2018 och består av 13 avsnitt.

## Avsnitt
| Säsong | Säsong | Avsnitt | Ursprunglig premiär |
| Säsong | Säsong | Avsnitt | Första visning      |
| ------ | ------ | ------- | ------------------- |
|        | 1      | 13      | 10 juni 2016        |
|        | 2      | 13      | 20 januari 2017     |
|        | 3      | 7       | 4 augusti 2017      |
|        | 4      | 6       | 13 oktober 2017     |
|        | 5      | 6       | 2 mars 2018         |
|        | 6      | 7       | 15 juni 2018        |
|        | 7      | 13      | 10 augusti 2018     |
|        | 8      | 13      | 14 december 2018    |